# Adrada de Haza
Adrada de Haza és un municipi castellanolleonés de la província de Burgos

## Demografia
| 1991 | 1996 | 2001 | 2004 |
| ---- | ---- | ---- | ---- |
| 317  | 307  | 272  | 260  |